# Bartini R-114
R-114 è un aereo da caccia con motore a razzo progettato da Roberto Oros di Bartini nei primi anni quaranta. Il progetto non ebbe seguito.

## Sviluppo
Nei primi anni quaranta, Bartini lavorava presso il TsKB-29, una sharaga sotto il controllo della NKVD, ad Omsk. L'ingegnere era infatti stato arrestato alla fine degli anni trenta.
Tra il 1941 ed il 1942, Bartini lavorò ad un progetto relativo ad un aereo da caccia con motore a razzo, caratterizzato da un'ala a freccia positiva inclinata di 33 gradi, e dall'utilizzo di un pattino al posto del carrello d'atterraggio. La propulsione avrebbe dovuto essere assicurata da quattro motori a razzo Glushko RD-1 da 300 kg/s l'uno: nelle intenzioni del progettista, questi avrebbero dovuto consentire una velocità massima di 2.000 km/h.
Il velivolo rimase interamente sulla carta, e l'ufficio tecnico fu chiuso nel 1943.